# Real Club Recreativo de Huelva 2010-2011

## Rosa
| N. |                    | Ruolo | Calciatore                    |
| -- | ------------------ | ----- | ----------------------------- |
| 1  | Spagna (bandiera)  | P     | Bernardo                      |
| 2  | Spagna (bandiera)  | D     | Córcoles                      |
| 3  | Uruguay (bandiera) | D     | Lamas                         |
| 4  | Spagna (bandiera)  | D     | Gallardo                      |
| 5  | Spagna (bandiera)  | D     | Mora                          |
| 6  | Spagna (bandiera)  | A     | Juan Villar                   |
| 7  | Spagna (bandiera)  | A     | Kepa Blanco                   |
| 8  | Spagna (bandiera)  | A     | Dani                          |
| 9  | Spagna (bandiera)  | C     | Pablo Sánchez                 |
| 10 | Spagna (bandiera)  | C     | Jesús Vázquez (Vice Capitano) |
| 11 | Spagna (bandiera)  | C     | Fidel                         |
| 13 | Spagna (bandiera)  | P     | Fabricio                      |
| 14 | Spagna (bandiera)  | C     | Álex Quillo                   |
| 15 | Spagna (bandiera)  | C     | Emilio Sánchez                |

| N. |                     | Ruolo | Calciatore          |
| -- | ------------------- | ----- | ------------------- |
| 16 | Paraguay (bandiera) | A     | Carlos Javier Acuña |
| 17 | Uruguay (bandiera)  | D     | Leandro Cabrera     |
| 18 | Spagna (bandiera)   | D     | Manolo Martínez     |
| 19 | Spagna (bandiera)   | C     | Aarón Ñíguez        |
| 20 | Spagna (bandiera)   | D     | Poli Fernández      |
| 21 | Spagna (bandiera)   | C     | Aitor (Capitano)    |
| 22 | Spagna (bandiera)   | C     | Matamala            |
| 23 | Spagna (bandiera)   | D     | Raúl Cámara         |
| 24 | Spagna (bandiera)   | D     | Rafita              |
| 26 | Spagna (bandiera)   | D     | Aranda              |
| 30 | Spagna (bandiera)   | P     | Ángel Díez          |
| 31 | Spagna (bandiera)   | C     | Chus Hevia          |